# Ørevoks
Ørevoks er en gullig voks, der dannes i ørekanalerne hos mennesker og andre pattedyr. Det spiller en vigtig rolle i øret, idet det renser og smører ørekanalen. Desuden udgør det en vis beskyttelse mod bakterier, svamp og insekter. Overflod eller sammenklumpning kan føre til trykken på trommehinden og/eller hæmme hørelsen.